# Mani (profet)
Mani, född 217, död 276 var en profet från södra Babylonien och grundare av den numera utdöda världsreligionen manikeismen.
Mani växte upp i Babylonien (nuvarande Irak), då behärskat av de persiska sasaniderna, i en elkesaitisk miljö. 
Han fick i sin ungdom två visioner (c:a 229 och 240) som fick honom att utveckla, och missionera för, en egen lära. 
Han gjorde en resa till Indien och efter sin återkomst undervisade han i södra Iran och Babylonien. 
Mani gjorde anspråk på att samtidigt fullända buddhismen, zoroastrismen och kristendomen. Han ansåg sig som den siste av en rad profeter som Adam, Zarathustra, Buddha och Jesus. Han ansåg vidare att deras budskap förvanskats och inte fått universell spridning p.g.a. språkliga barriärer.
För att undgå samma öde sammanställde han en egen skriftreligion i sju böcker med olika titlar, vilka översattes till flera språk, samt organiserade en omfattande missionsverksamhet. Mani lyckades vinna sasanidkejsaren Shahpour I:s (241-272) förtroende och kunde predika fritt i det persiska riket och utanför dess östgräns. Efter Shahpours död stärktes det zoroastriska prästerskapets inflytande vid hovet. Shahpours överstepräst Kartir började då förfölja judar, buddhister, hinduer, kristna och de personer han ansåg vara kättare. Så Manis framgångar hejdades och han blev förföljd på grund av sin lära.
Mani hamnade i en fängelsehåla i Gundeshapur där han slutligen dömdes till döden. Dock var Kartirs förföljelse av Mani och manikeismen för sen då hans lära redan hade hunnit spridas.